# Opsius scutellaris
Opsius scutellaris är en insektsart som beskrevs av Lethierry 1874. Opsius scutellaris ingår i släktet Opsius och familjen dvärgstritar. Inga underarter finns listade i Catalogue of Life.